# Geraldo Rivera (pallavolista)
Geraldo Antonio Rivera Aprico (6 dicembre 1999) è un pallavolista portoricano, schiacciatore degli Indios de Mayagüez.

## Carriera

### Club
La carriera di Geraldo Rivera inizia nei tornei scolastici della Florida, giocando con la Freedom HS. Dopo il diploma è di scena nella lega universitaria NCAA Division I con la Limestone dal 2018 al 2022. Fa il suo debutto nella pallavolo professionistica con gli Indios de Mayagüez, partecipando alla Liga de Voleibol Superior Masculino 2022: al termine dell'annata viene premiato come miglior esordiente del torneo (a parimerito con Gabriel Quiñones).
Nella stagione 2022-23 è di scena in Danimarca, dove partecipa alla VolleyLigaen con il Middelfart; torna quindi agli Indios de Mayagüez per la Liga de Voleibol Superior Masculino 2023, venendo premiato in questa occasione come rising star del torneo.

## Palmarès

### Premi individuali
- 2022 - Liga de Voleibol Superior Masculino: Miglior esordiente
- 2023 - Liga de Voleibol Superior Masculino: Rising star